# Akimi Barada
Pour les articles homonymes, voir Barada.
Akimi Barada (茨田 陽生, Barada Akimi) est un footballeur japonais né le 30 mai 1991. Il évolue au poste de milieu de terrain.

## Biographie
Akimi Barada commence sa carrière professionnelle au Kashiwa Reysol.
Avec ce club, il est sacré champion du Japon en 2011 et participe à la Coupe du monde des clubs 2011.

## Palmarès
- Champion du Japon en 2011 avec le Kashiwa Reysol
- Champion du Japon de D2 en 2010 avec le Kashiwa Reysol
- Vainqueur de la Supercoupe du Japon en 2012 avec le Kashiwa Reysol